# 金杉忠男
金杉 忠男（かなすぎ ただお、1940年12月25日 - 1997年11月12日）は、日本の劇作家・演出家。東京葛飾区生まれ。
代表作は『胸騒ぎの放課後』、『花の寺』、『プールサイド』など。
1967年、演劇集団「その他の人々」を旗揚げ。1971年、劇団中村座に改名。地元である立石や四ツ木など、東京の下町をモチーフにした多くの戯曲を発表。1990年、中村座解散。その後金杉忠男アソシエーツを結成。1997年11月12日、癌のため死去。金杉忠男アソシエーツは解散となる。
彼の死後、交流のあった劇作家の平田オリザが金杉作品を構成しなおし、『上野動物園再々々襲撃』を劇団青年団で上演。第9回読売演劇大賞優秀作品賞を受賞している。

## 出版物
- 『グッバイ原っぱ』（1994年）
- 『花の寺』（1986年）
- 『竹取物語』（1983年）
- 『説教強盗』（1981年）